# Willis Lamb
Willis Eugene Lamb, Jr. (n. 12 iulie 1913, Los Angeles, California, SUA – d. 15 mai 2008, Tucson, Arizona, SUA) a fost un fizician american, laureat al Premiului Nobel pentru Fizică în 1955 pentru descoperiri privind structura fină a spectrului hidrogenului. Lamb, împreună cu Polykarp Kusch au reușit să determine cu precizie anumite proprietăți electromagnetice ale electronului.